# 麦克斯韦-玻尔兹曼统计
麦克斯韦—玻尔兹曼统计是描述独立定域粒子体系分布状况的统计规律。
所谓独立定域粒子体系指的是这样一个体系：粒子间相互没有任何作用，互不影响，并且各个不同的粒子之间都是可以互相区别的，在量子力学背景下只有定域分布粒子体系中的粒子是可以相互区分的，因此这种体系被称为独立定域粒子体系。而在经典力学背景下，任何一个粒子的运动都是严格符合力学规律的，有着可确定的运动轨迹可以相互区分，因此所有经典粒子体系都是定域粒子体系，在近独立假设下，都符合麦克斯韦-玻尔兹曼统计。
因而符合麦克斯韦—玻尔兹曼统计分布的粒子，当他们处于某一分布{\displaystyle \left\{N_{j}\right\}}（“某一分布”指这样一种状态：即在能量为{\displaystyle \left\{\epsilon _{j}\right\}}的能级上同时有{\displaystyle N_{j}}个粒子存在着，不难想象，当从宏观观察体系能量一定的时候，从微观角度观察体系可能有很多种不同的分布状态，而且在这些不同的分布状态中，总有一些状态出现的几率特别的大，而其中出现几率最大的分布状态被称为最可几分布）时，体系总状态数为：
{\displaystyle W=N!\prod _{j}\left({\frac {g_{j}^{N_{j}}}{N_{j}!}}\right)}
{\displaystyle g_{j}=3;N_{j}=2;W_{j}=9}
| 状态1 | 状态2 | 状态3 |
| ----- | ----- | ----- |
| A     | B     |       |
| B     | A     |       |
|       | B     | A     |
|       | A     | B     |
| B     |       | A     |
| A     |       | B     |
| AB    |       |       |
|       | AB    |       |
|       |       | AB    |

我們想要求出數列 {\displaystyle N_{i}} 在什麼條件之下 {\displaystyle W} 會得到極大值, 但我們要注意的是數列 {\displaystyle N_{i}} 必須滿足粒子總數固定且能量固定的條件。利用 {\displaystyle W} 或 {\displaystyle \ln(W)} 來求出粒子分配時最概然分佈的條件是等價的，然而基於數學上的理由，我們取後者的極大值會較為方便。由於 {\displaystyle N_{i}} 並非完全獨立，因此我們採用拉格朗日乘数法以求出 {\displaystyle \ln(W)} 的極值。
令
{\displaystyle f(N_{1},N_{2},...,N_{n})=\ln(W)+\alpha (N-\sum N_{i})+\beta (E-\sum N_{i}\epsilon _{i})}
利用斯特靈公式作為階乘的近似 {\displaystyle N!\approx N^{N}e^{-N}} ，我們得到：
{\displaystyle \ln(N!)=N\ln N-N\;}
代入 {\displaystyle \ln(W)} ，有
{\displaystyle \ln W=\ln \left[N!\prod \limits _{i=1}^{n}{\frac {g_{i}^{N_{i}}}{N_{i}!}}\right]=\ln N!+\sum \limits _{i=1}^{n}\left(N_{i}\ln g_{i}-N_{i}\ln N_{i}+N_{i}\right)}
最後我們得到
{\displaystyle f(N_{1},N_{2},...,N_{n})=N\ln(N)-N+\alpha N+\beta E+\sum \limits _{i=1}^{n}\left(N_{i}\ln g_{i}-N_{i}\ln N_{i}+N_{i}-(\alpha +\beta \epsilon _{i})N_{i}\right)}
根據拉氏乘法原則，我們對 {\displaystyle f(N_{1},N_{2},...,N_{n})} 的每一項 {\displaystyle N_{i}} 做偏微分，並令其等於0。
{\displaystyle {\frac {\partial f}{\partial N_{i}}}=\ln g_{i}-\ln N_{i}-(\alpha +\beta \epsilon _{i})=0}
即
{\displaystyle N_{i}={\frac {g_{i}}{e^{\alpha +\beta \epsilon _{i}}}}}
利用其他熱力學的方法可以證明  β = 1/kT （{\displaystyle k} 是波茲曼常數；T 是絕對溫標 ）并且 α = -μ/kT （ μ 是化學勢）
最後我們得到:
{\displaystyle N_{i}={\frac {g_{i}}{e^{(\epsilon _{i}-\mu )/kT}}}}

由于量子统计在数学处理上非常困难，因此在处理实际问题时经常引入一些近似条件，使费米-狄拉克统计和玻色-爱因斯坦统计退化成为经典的麦克斯韦-玻尔兹曼统计。